# Rhynchotechum
Rhynchotechum es un género de plantas  perteneciente a la familia Gesneriaceae. Es originario de Asia. Comprende 20 especies descritas y de estas, solo 6 aceptadas.

## Descripción
Son arbusto con el tallo erecto, leñoso o ramificado . Las hojas opuestas (a veces alternativas ), la superficie  lanosa , hirsuta o glabrescente . Las inflorescencias con pocas  a muchas flores, son laxas. Los sépalos  libres en la base. Corola tubular - campanulada , tubular. El fruto, una baya ovoide o globosa . El número de cromosomas : 2n = (18 - ) 20.

## Distribución
Se distribuye por el nordeste de la India, Nepal, Bután, China SW & S , SE de Asia y Malasia hasta Nueva Guinea.

## Taxonomía
El género fue descrito por  Carl Ludwig Blume y publicado en Bijdragen tot de flora van Nederlandsch Indië 775. 1826.
Etimología
El nombre del género deriva de las palabras griegas ρυνχος, rhynchos, pico , y  τοιζος ,  toichos = pared , el significado del nombre es oscuro.

## Especies aceptadas
A continuación se brinda un listado de las especies del género Rhynchotechum aceptadas hasta abril de 2014, ordenadas alfabéticamente. Para cada una se indica el nombre binomial seguido del autor, abreviado según las convenciones y usos.
- Rhynchotechum brevipedunculatum J.C. Wang in J.C. Wang & C.C. Wang
- Rhynchotechum discolor (Maxim.) B.L. Burtt
- Rhynchotechum ellipticum (Wall. ex D. Dietr.) A. DC.
- Rhynchotechum formosanum Hatus.
- Rhynchotechum longipes W.T. Wang
- Rhynchotechum vestitum Wall. ex C.B. Clarke